# تيري سانفورد
جيمس تيري سانفورد (بالإنجليزية: Terry Sanford)‏ (20 أغسطس 1917—18 أبريل 1998) سياسي أمريكي من ولاية كارولاينا الشمالية. وعضو في الحزب الديمقراطي، كان سانفورد الحاكم 65 لكرولاينا الشمالية (1986–1993) ،وكان مرشحاً لرئاسة الولايات المتحدة مرتين في السبعينيات، وعضو في مجلس الشيوخ الأمريكي (1986-1993). وكان مؤيداً بشدة للتعليم العام، وقدم عدداً من الإصلاحات والبرامج الجديدة في ولاية كارولاينا الشمالية في المدارس ومؤسسات التعليم العالي، وطالب بزيادة التمويل المخصص للتعليم وإنشاء صندوق ولاية كارولاينا الشمالية. ومن 1969 إلى 1985، كان سانفورد رئيس جامعة ديوك.
أصبح سانفورد وكيل مكتب التحقيقات الفدرالي بعد تخرجه من جامعة كارولاينا الشمالية في تشابل هيل في عام 1939. خلال الحرب العالمية الثانية، رأى القتال في المسرح الأوروبي. بعد عودته إلى الحياة المدنية بعد الحرب العالمية الثانية، حضر سانفورد وتخرج من جامعة ولاية كارولاينا الشمالية كلية الحقوق، وبدأ مهنته القانونية في أواخر الأربعينيات، وأصبح قريبا من المشاركة في العملية السياسية.
.

## النشأة
ولد سانفورد في 20 أغسطس 1917 في لورينبرغ، كارولاينا الشمالية، من سيسيل واليزابيث سانفورد. وقال انه أصبح لكشافة النسر في لورينبرغ في القوات 20 من الكشافة الأمريكية (جيش صرب البوسنة). قبل وقت قصير من وفاته. تخرج سانفورد من جامعة كارولاينا الشمالية في تشابل هيل في عام 1939، وعمل بعد ذلك بوصفه وكيل خاص في مكتب التحقيقات الاتحادي لمدة عامين. وتزوج مارغريت روز فارس يوم 4 يوليو 1942، وأنجبت في وقت لاحق له طفلين، تيري الابن واليزابيث.

## رئيس جامعة ديوك

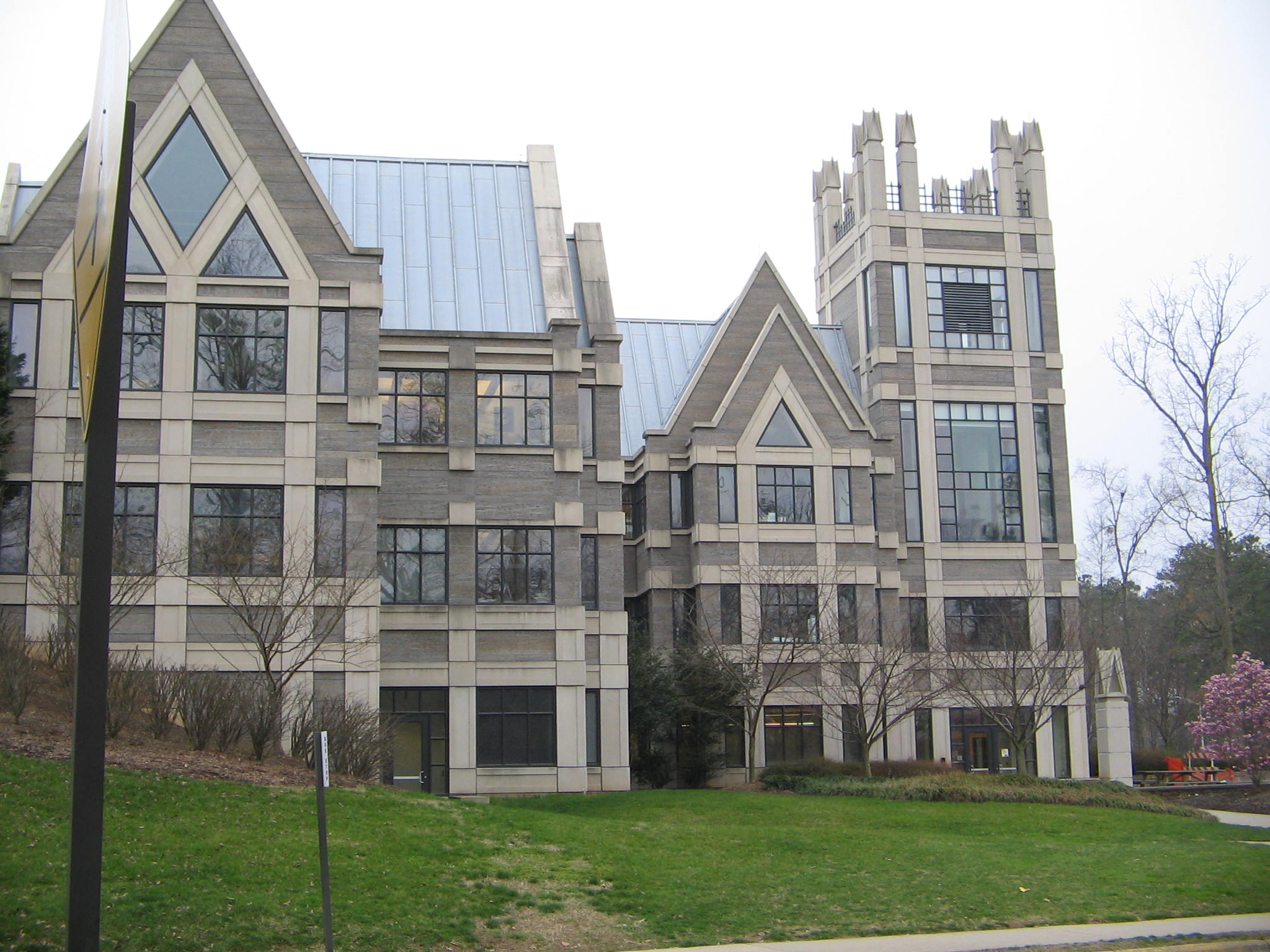
تيري سانفورد معهد السياسة العامة في جامعة ديوك

في عام 1969، أصبح سانفورد رئيسا لجامعة ديوك، وهو منصب شغله في السنوات الست عشرة المقبلة. وفي حين تشارك في كل جانب تقريبا من الجامعة، سانفورد تركز أساسا على جمع الأموال، وألعاب القوى، والعلاقات مع مجلس أمناء الجامعة. وأكد أيضا أن سياسته هي الوصول إلى الطلاب وساعد في نزع فتيل التوترات العرقية. وهذا النهج ساعد على اخماد الاضطرابات الطلابية خلال حرب فيتنام في وقت مبكر من توليه منصب رئيس الجامعة.

## التراث
سانفورد شخصية رئيسية في الحرب العالمية الثانية. ولعب دورا رئيسيا في تحول السياسة في جنوب نيو ساوث و، في المقام الأول في مجالات العلاقات العرقية والتعليم. وتقديرا لجهوده في مجال التعليم وفي مجالات أخرى لا حصر لها، قامت جامعة هارفارد في عام 1981 بتصنيف اسمه واحداً من أفضل 10 حكام في القرن العشرين.